# Ernst-August-Kreuz
Das Ernst-August-Kreuz war ein Ehrenzeichen des Königreichs Hannover.
Am 9. August 1845 vom König Ernst August gestiftet, war es als Dienstauszeichnung und Zugabe zum Wilhelms-Kreuz gedacht und sollte hier die 1. Klasse repräsentieren. Sinn war es, die Ehrung von Offizieren der hannoverschen Armee für langjährige Treue und Dienste eine neue Auszeichnung, neben dem Wilhelms-Kreuz und der Wilhelms-Medaille zukommen zulassen. Eine fünfzigjährige Dienstzeit war für die Ehrung Bedingung. Der Dekorierte hatte das zuvor erhaltene Wilhelms-Kreuz zurückzugeben.

## Ordensdekoration und Ordensband
Die Ordensdekoration war ein goldenes Kreuz mit den Buchstaben E.A.R. für Ernst August Rex unter einer Krone auf der Vorderseite und einer 50 auf der Rückseite.
Das Ordensband war dunkelrot und hatte eine  dunkelblaue Einfassung beiderseits an den Rändern. Die Auszeichnung wurde ohne Schnalle auf der linken Brustseite getragen. Ohne Kreuz durfte das Band nicht getragen werden.

## Weblink
- Bild und Beschreibung